# Pterostichus bucolicus
Pterostichus bucolicus är en skalbaggsart som beskrevs av Thomas Casey. Pterostichus bucolicus ingår i släktet Pterostichus och familjen jordlöpare. Inga underarter finns listade i Catalogue of Life.